# 紫苞风毛菊
紫苞风毛菊（学名：Saussurea purpurascens）是菊科风毛菊属的植物，是中国的特有植物。分布于中国大陆的西藏等地，生长于海拔4,200米的地区，多生于山坡灌丛中，目前尚未由人工引种栽培。
其种加词“purpurascens”意为“有点紫色的”。